# Diu satis
Diu satis è la prima enciclica di papa Pio VII, datata 15 maggio 1800, e pubblicata dalla chiesa del monastero di San Giorgio Maggiore a Venezia. Il nuovo Papa, dopo aver chiarito la sua elezione e il suo insediamento a Pontefice, descrive la difficile situazione in cui versa la Chiesa a causa della Rivoluzione francese, e da alcune raccomandazioni ai Vescovi per fronteggiare i nemici della Chiesa, raccomanda di vigilare su tutto il gregge cristiano, e soprattutto di dedicare particolari sollecitudini ai fanciulli e agli adolescenti che « simili a cera molle possono essere facilmente maneggiati, piegati da tutte le parti e plasmati ».